# 336 Dywizja Piechoty (III Rzesza)
336 Dywizja Piechoty (niem. 336. Infanterie-Division) – niemiecka dywizja z czasów II wojny światowej, sformowana w Bielefeld na mocy rozkazu z 15 grudnia 1940, w 14. fali mobilizacyjnej w VI Okręgu Wojskowym.

## Struktura organizacyjna
- Struktura organizacyjna w grudniu 1940 roku:

685., 686. i 687. pułk piechoty, 336. pułk artylerii, 336. batalion pionierów, 336. oddział przeciwpancerny, 336. oddział łączności;
- Struktura organizacyjna w lutym 1944 roku:

685., 686. i 687. pułk grenadierów, 336. pułk artylerii, 336. batalion pionierów, 336. batalion fizylierów, 336. oddział przeciwpancerny, 336. oddział łączności;

## Dowódcy dywizji
- gen. por. Johann Joachim Stever 15 XII 1940 – 1 III 1942;
- gen. Walter Lucht 1 III 1942 – 1 VII 1943;
- gen. mjr Wilhelm Kunze 1 VII 1943 – 8 XII 1943;
- gen. por. Wolf Hagemann 8 XII 1943 – 31 V 1944;